# 高青县实验中学
高青县实验中学，是中华人民共和国山东省淄博市高青县的一所初级中学。

## 历史
高青县实验中学发端于高青县育红学校，后来改名为高青县实验学校，包括小学和初中部。1995年10月，高青县实验中学正式从高青县实验学校分离，校址位于县城西部，仅有初中部。原1993年入学高青县实验学校的初中三年级，在1995年成为高青县实验中学第一批学生。

## 概况
学校占地面积约150亩，有教学楼一栋。1994年1月投资600万元开始兴建，1995年一期工程竣工使用，为一栋科技实验楼。学校还有教工住宅和学生宿舍楼，以及餐厅。学校西侧有标准跑道，足球场和篮球场。

## 办学
高青县实验中学为高青县境内最主要的初级中学，该学校为高青县第一中学的主要生源地。从1997年第一届毕业生开始，学校有个别学科竞赛特长学生被淄博实验中学录取。2000年代，淄博实验中学曾开放零批次录取，掐尖招收高青县实验中学中考优秀学生。2009年，该政策被取消。